# 土地神話
土地神話（とちしんわ）は、不動産の価格は必ず値上がりするという神話のような事態を指す。
不動産の価格はバブル景気などに支えられ一時的な上昇を見せる。
特にマスコミがテレビ番組などを通じて地価の高騰と価値を必要以上に喧伝した。
また銀行も土地を担保に融資をすることを繰り返した。
そのために数多くの富裕層が土地を担保に銀行などから借りた金銭を使い、土地を買うことを繰り返すため、バブル崩壊により、銀行の不良債権が多く発生してしまう。